# Fase española de la Copa de las Regiones UEFA 2015-16
La Fase española de la Copa de las Regiones UEFA 2015-16 fue la décima edición del campeonato que sirve para definir el representante de España a la Copa de las Regiones de la UEFA, donde el campeón participa en la edición de 2017.

## Fases

### X Copa de las Regiones de la UEFA 2015-16
Primera fase

Grupo A (Andalucía)
| Andalucía  | País Vasco     | 3-1 |
| País Vasco | Islas Canarias | 2-2 |
| Andalucía  | Islas Canarias | 1-1 |

Se clasifica: Andalucía
Grupo B (Extremadura)
| Comunidad Valenciana | Extremadura | 1-2 |
| Comunidad Valenciana | Galicia     | 3-0 |
| Extremadura          | Galicia     | 2-1 |

Se clasifica: Extremadura
Grupo C (Asturias)
| Melilla  | Madrid   | 0-2 |
| Melilla  | Asturias | 0-1 |
| Asturias | Madrid   | 2-0 |

Se clasifica: Asturias
Grupo D (Ceuta)
| Ceuta     | Aragón | 0-0 |
| Cantabria | Aragón | 2-1 |
| Cantabria | Ceuta  | 1-3 |

Se clasifica:  Ceuta
Grupo E (Castilla y León)
| Castilla y León | Islas Baleares  | 1-1 |
| Navarra         | Islas Baleares  | 0-0 |
| Navarra         | Castilla y León | 0-1 |

Se clasifica: Castilla y León
Grupo F (Murcia)
| Murcia             | Cataluña           | 2-1 |
| Cataluña           | Castilla-La Mancha | 0-2 |
| Castilla-La Mancha | Murcia             | 1-1 |

Se clasifica: Castilla-La Mancha
Fase intermedia
| Andalucía | Ceuta     | 3-2 |
| Ceuta     | Andalucía | 2-0 |

| Asturias    | Extremadura | 1-0 |
| Extremadura | Asturias    | 0-1 |

Semifinales
| 25 de marzo de 2016, 19:00 h.          | Castilla-La Mancha | 0-0 | Castilla y León | Nuevo Estadio Ciudad de Puertollano, Puertollano (Ciudad Real) |  |
|                                        |                    |     |                 | Asistencia: 500 espectadores Árbitro(s): Cuesta García         |  |
| Castilla y León venció en penaltis 3-1 |                    |     |                 |                                                                |  |

| 25 de marzo de 2016 | Asturias | 1-0 | Ceuta | Nuevo Estadio Ciudad de Puertollano, Puertollano (Ciudad Real) |  |

Final
| 27 de marzo de 2016, 12:00 h. | Asturias | 0-2 | Castilla y León               | Nuevo Estadio Ciudad de Puertollano, Puertollano (Ciudad Real) |                                                        |
|                               |          |     | 81' Alberto Mato · 91' Ayrton | Asistencia: 1000 espectadores Árbitro(s): Díaz de Mera         | Asistencia: 1000 espectadores Árbitro(s): Díaz de Mera |

| ASTURIAS | CASTILLA Y LEÓN                                                                              |
| --- | -------------------------------------------------------------------------------------------- |
| Adrián Torre                                                                                                | Pablo Carmona                                                                                |
| Borja Fernández                                                                                             | Flórez                                                                                       |
| Manu Blanco                                                                                                 | Manu Arias                                                                                   |
| Adrián Trabanco                                                                                             | Perona                                                                                       |
| Damián | Sito Cruz                                                                                    |
| Eduardo | Durántez                                                                                     |
| Jorge Fernández                                                                                             | Alberto Mato                                                                                 |
| Alberto Cargaya                                                                                             | Juanan                                                                                       |
| Ricardo | Quique                                                                                       |
| Jairo Cárcaba                                                                                               | Ayrton                                                                                       |
| Cristian Ferreiro                                                                                           | Coque                                                                                        |
| E. José Luis Díaz García                                                                                    | E. Mario Sánchez García                                                                      |
| Cambios Damián (Luis Enrique, min.84) Jorge Fernández (David Bermúdez, min.71) Jairo Cárcaba (Juan, min.68) | Cambios Alberto Mato (Lera, min.91) Quique (Alberto Rodríguez, min.45) Coque (Jorge, min.90) |
| Amonestados Luis Enrique                                                                                    | Amonestados Quique Manu Arias Coque                                                          |